# Primera División de Egipto 1949-50
La temporada 1949/50 de la Primera División de Egipto comenzó en octubre de 1949. Al-Ahly se coronó campeón por segunda vez en su historia.

## Clasificación final
| Pos | Club              | Pld | W  | D | L | F  | A  | ±   | Pts |
| --- | ----------------- | --- | -- | - | - | -- | -- | --- | --- |
| 1   | Al-Ahly(C)        | 18  | 9  | 5 | 4 | 27 | 10 | 17  | 23  |
| 2   | Tersana SC        | 18  | 10 | 3 | 5 | 30 | 22 | 8   | 23  |
| 3   | Farouk Club       | 18  | 8  | 4 | 6 | 27 | 19 | 8   | 20  |
| 4   | Ismaily           | 18  | 7  | 4 | 7 | 26 | 28 | -2  | 18  |
| 5   | Ittihad           | 18  | 7  | 4 | 7 | 19 | 20 | -1  | 18  |
| 6   | Port Fouad        | 18  | 7  | 4 | 7 | 21 | 24 | -3  | 18  |
| 7   | Al-Masry          | 18  | 4  | 8 | 6 | 21 | 24 | -3  | 16  |
| 8   | Al-Olympi         | 18  | 6  | 4 | 8 | 25 | 29 | -4  | 16  |
| 9   | Al-Sekka Al-Hadid | 18  | 4  | 6 | 8 | 18 | 25 | -7  | 14  |
| 10  | Younan            | 18  | 4  | 6 | 8 | 16 | 29 | -13 | 10  |

 (C)= Champions, Pld = Matches played; W = Matches won; D = Matches drawn; L = Matches lost; F = Goals for; A = Goals against; ± = Goal difference; Pts = Points
 Source: .

## Goleador
| Place | Player    | Nationality | Club     | Goals |
| ----- | --------- | ----------- | -------- | ----- |
| 1     | El-Dhizui | Egipto      | Al-Masry | 13    |